# Frank Lewis (político)
Harry Frank Lewis (nascido em 1939) é um locutor de rádio canadense e o 28º tenente-governador da província canadense de Ilha do Príncipe Eduardo. Ele é o representante do vice-rei da rainha Elizabeth II do Canadá na província de Ilha do Príncipe Eduardo.
Nascido em 1939 na Ilha do Príncipe Eduardo, Lewis começou a trabalhar na rádio CFCY-FM em Charlottetown em 1966 e aposentou-se em 2004 quando era um vice-presidente e um gerente geral. Desde a sua aposentadoria, trabalhou como conselheiro sênior da Newcap Radio. Foi nomeado como o 28º tenente-governador da província de Ilha do Príncipe Eduardo em 28 de julho de 2011 pelo governador geral do Canadá David Lloyd Johnston no conselho constitucional do ex-primeiro-ministro do Canadá, Stephen Harper.